# Technomyrmex ilgi
Technomyrmex ilgi är en myrart som först beskrevs av Auguste-Henri Forel 1910.  Technomyrmex ilgi ingår i släktet Technomyrmex och familjen myror.

## Underarter
Arten delas in i följande underarter:
- T. i. ilgi
- T. i. stygius

## Bildgalleri

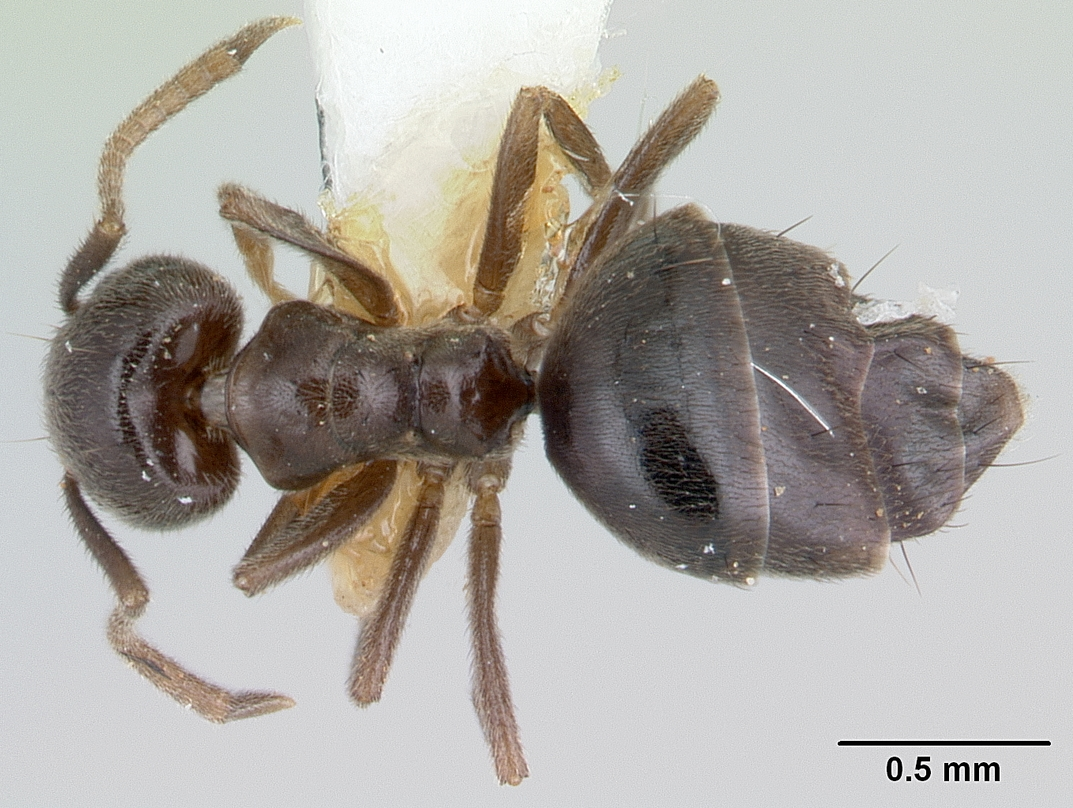
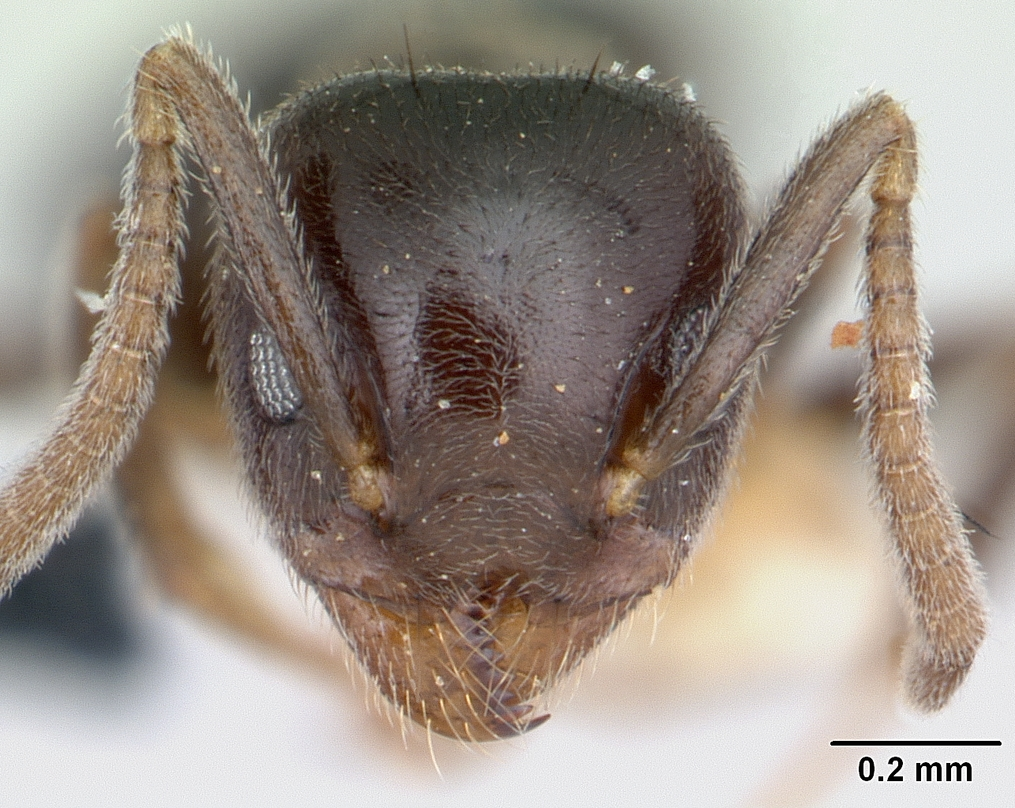
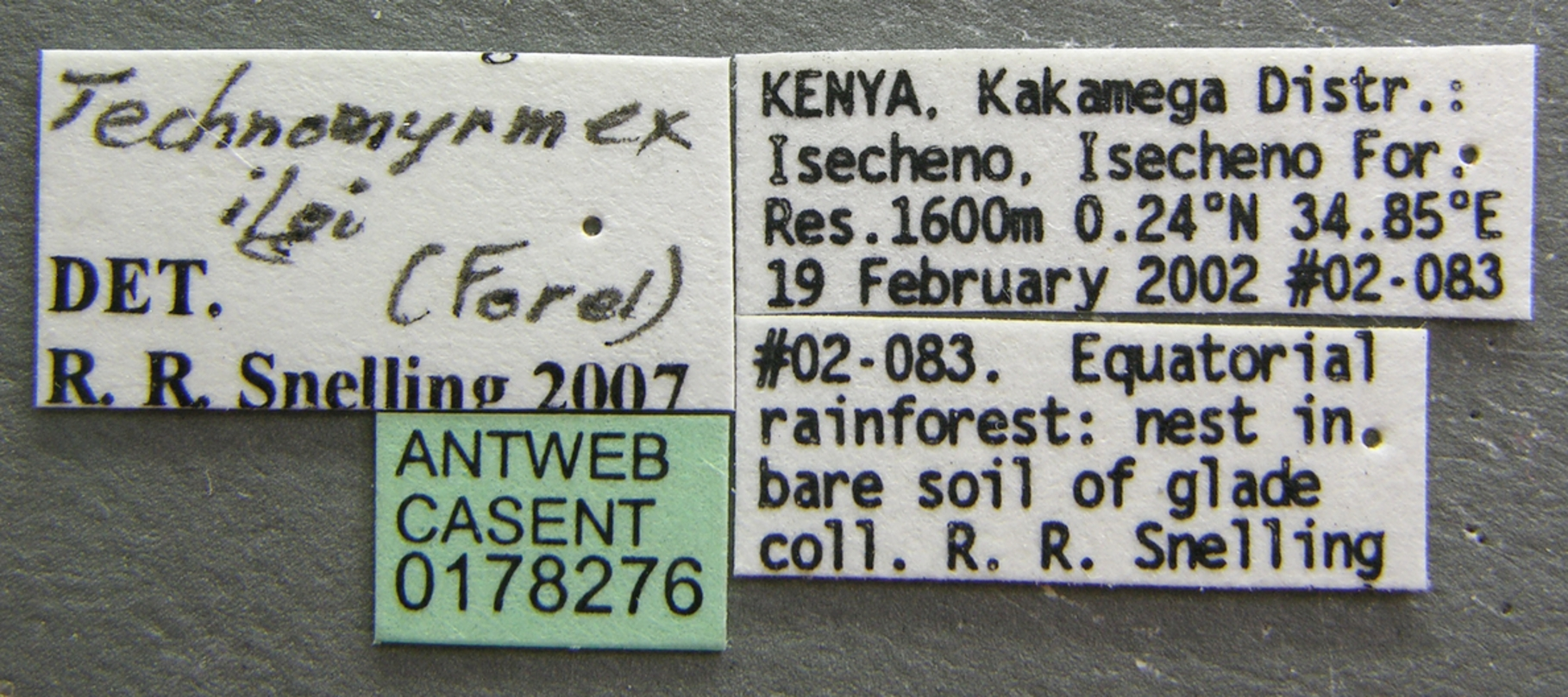
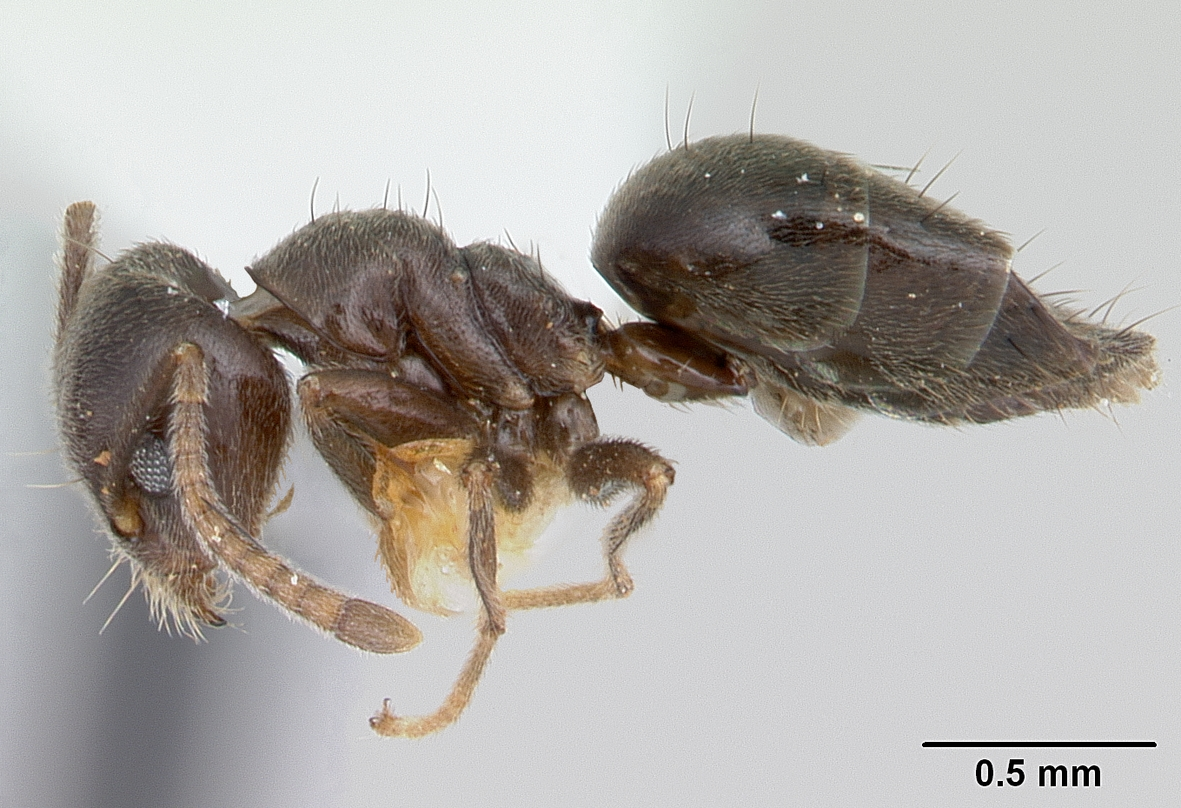
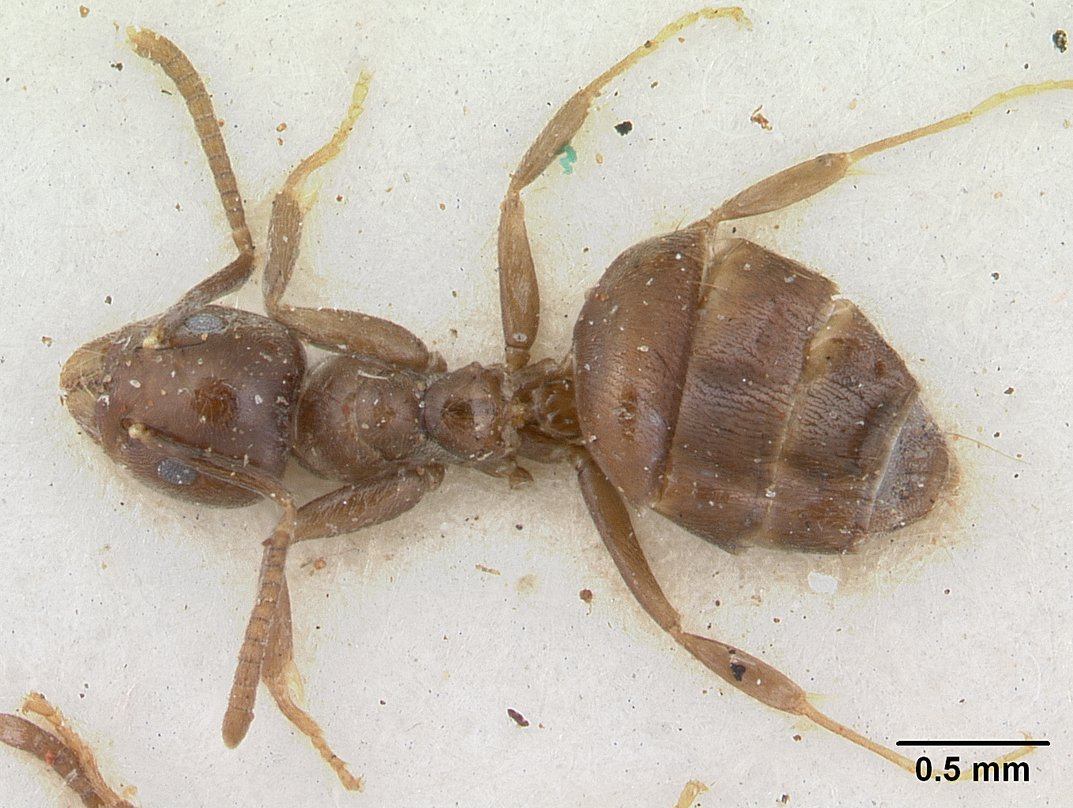
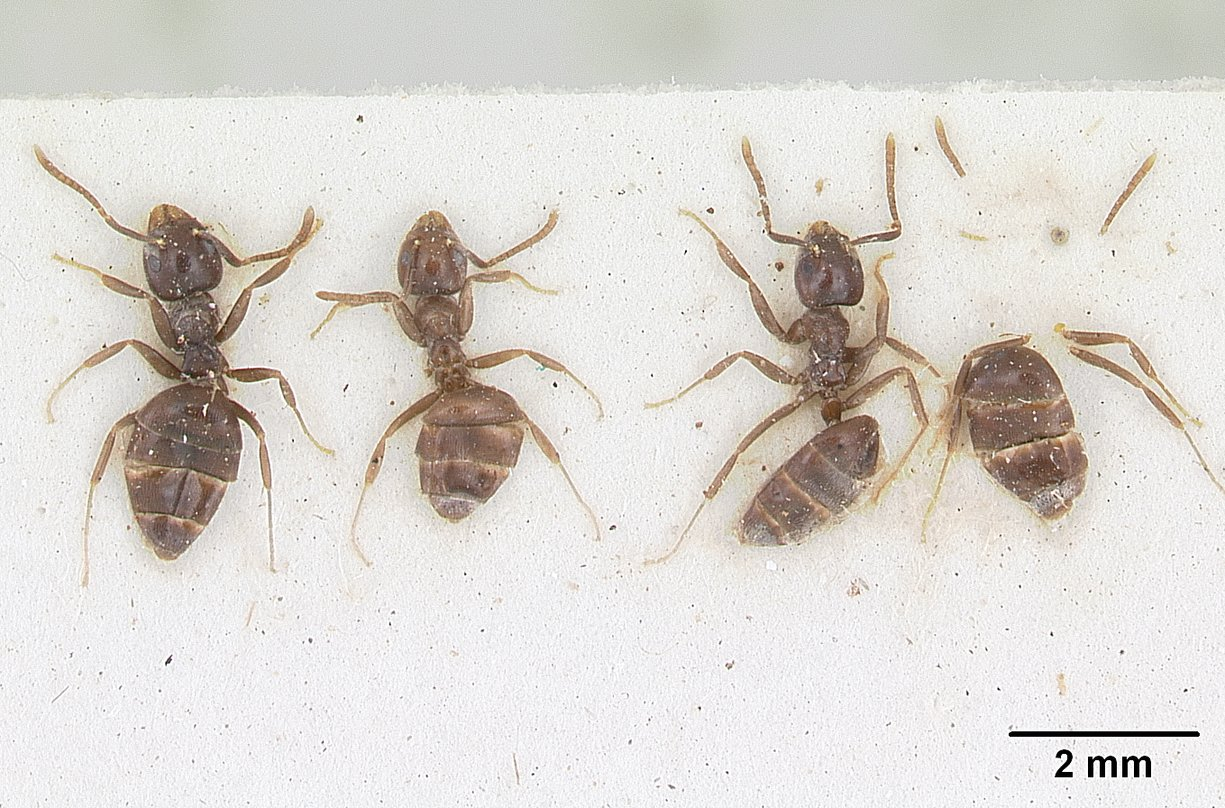